# Dar Derafsh-e Mohammad-e Amin Mirza
Dar Derafsh-e Mohammad-e Amin Mirza (în persană داردرفش محمدامين ميرزا, romanizat și ca Dār Derafsh-e Moḩammad-e Amīn Mīrzā; cunoscut și sub numele de Dār Derafsh-e Moḩammad-e Amīn) este un sat din districtul rural Baladarband, în districtul central al județului Kermanshah, provincia Kermanshah, Iran. La recensământul din 2006, populația sa era de 231 de locuitori, în 52 de familii.